# Twilight Dementia
Twilight Dementia to pierwszy koncertowy album angielskiej power metalowiej grupy DragonForce. Jego premiera odbyła się 8 września 2010 roku w Japonii, 13 września 2010 roku w Wielkiej Brytanii oraz 14 września 2010 roku w Stanach Zjednoczonych. Album był nagrywany w listopadzie i grudniu 2009 roku podczas koncertu w Wielkiej Brytanii, który odbył się w ramach światowej trasy koncertowej Ultra Beatdown. Album zawiera utwory pochodzące ze wszystkich wcześniejszych płyt zespołu. Album ten jest także ostatnim, w tworzeniu którego udział wziął ZP Theart.

## Lista utworów

### CD 1
| 1. | "Heroes of Our Time"         | 7:47  |
|    |                              |       |
| 2. | "Operation Ground and Pound" | 8:38  |
|    |                              |       |
| 3. | "Reasons to Live"            | 6:32  |
|    |                              |       |
| 4. | "Fury of the Storm"          | 6:49  |
|    |                              |       |
| 5. | "Fields of Despair"          | 5:56  |
|    |                              |       |
| 6. | "Starfire"                   | 6:10  |
|    |                              |       |
| 7. | "Soldiers of the Wasteland"  | 10:21 |
|    |                              |       |
| 8. | "Disciples of Babylon"       | 3:57  |
|    |                              |       |
|    |                              | 56:10 |
|    |                              |       |

### CD 2
| 1. | "My Spirit Will Go On"        | 8:02  |
|    |                               |       |
| 2. | "Where Dragons Rule"          | 5:57  |
|    |                               |       |
| 3. | "The Last Journey Home"       | 8:43  |
|    |                               |       |
| 4. | "Valley of the Damned"        | 8:13  |
|    |                               |       |
| 5. | "Strike of the Ninja"         | 4:24  |
|    |                               |       |
| 6. | "Through the Fire and Flames" | 8:24  |
|    |                               |       |
| 7. | "Black Fire"                  | 6:11  |
|    |                               |       |
|    |                               | 49:54 |
|    |                               |       |

## Twórcy
- ZP Theart - frontman
- Herman Li - gitara prowadząca, wokal wspierający
- Sam Totman - gitara rytmiczna, wokal wspierający
- Vadim Pruzhanov - instrument klawiszowy, fortepian, theremin, Kaoss Pad, wokal wspierający
- Dave Mackintosh - perkusja, wokal wspierający
- Frédéric Leclercq - gitara basowa, wokal wspierający

## Produkcja
- Wyprodukowany przez Karla Grooma, Hermana Li i Sama Totmana
- Nagrany i zmontowany przez Andrew Pardo, Bruce'a Reitera, Davida Nichollsa, Markoa Vujovica i Olivera Vogesa